# Barbat (instrument)
Pour les articles homonymes, voir Barbat.
Le barbat est un instrument d'origine persane. Il possède une grande caisse de résonance, ainsi que le manche court des luths. C'est un type d'instrument à cordes enroulées très similaire au oud. Cependant, le oud possède une plus petite caisse de résonance.

## Histoire
Le barbat vient peut être d'Asie centrale.  
Sa première représentation visuelle connue remonte au Ier siècle av. J.-C., dans l'ancienne Bactriane du nord. Dans un de ses ouvrages, la musicologue Claudie Marcel-Dubois a mis en avant, une illustration du barbat issue d'une sculpture du Gandhara, datant du IIe au IVe siècle. 
L'Empire kouchan pourrait également avoir joué un rôle significatif dans son influence musicale. Son nom, en pahlavi, signifie luth à manche court. À la cour de Khosroparviz, un roi sassanide, jouait un musicien appelé Barbad. Il existe deux sources pour l’origine du nom Oud :
- son nom est un dérivé de celui de ce musicien Barbad,
- il est composé des mots bar signifiant ventre et bat signifiant canard, et cela est dû à sa ressemblance avec un canard.

Le barbat était probablement connu également dans d'autres pays, tels que, par exemple, dans le Yémen préislamique sous le nom de mizhar, kirān ou muwattar. Toutes ces versions étaient recouvertes de peau, comme le rud, et étaient utilisés dans le monde arabe au VIe siècle.
À la fin du VIe siècle, en Irak, une version en bois de l'instrument de style persan, appelée « oud », fut construite par al Nadr, et emmenée à La Mecque. On en jouait encore au VIIe siècle, où il fut perfectionné notamment par Mansour Zalzal. Le oud a également longuement côtoyé le barbat originel, au moins jusqu'au Xe siècle. 
Selon un article du Research Journal of Ancient Iran, à l'époque sassanide, le rôle de l'instrument de musique barbat, dans diverses scènes, était gravé sur plusieurs formes de récipients métalliques. La plupart des scènes représentent des fêtes, des banquets et des célébrations de cour. Elles montrent ainsi la culture musicale de l’ère sassanide.
Cet instrument ayant un faible volume solore, son utilisation fut limitée à l'époque Kadjar. Il était donc plus ou moins éloigné de la musique traditionnelle iranienne. 
Au cours des dernières décennies, l'instrument a été restauré par Ebrahim Qanbari Mehr (en) et joué par des musiciens tels que Hossein Behrouzinia (en) et Mansour Nariman (en) lors de nombreux concerts nationaux et étrangers. De sorte qu'il est désormais considéré comme faisant partie intégrante de la musique traditionnelle iranienne.

### Origine kusana des luths courts
Laurence Picken (en) dans son article de 1955, intitulé The Origin of the Short Lute, argumenté en faveur de l'origine du barbat sur les terres du peuple Kusana. Il a étudié les possibles endroits d'origine du luth court ovoïde. Il a ainsi pu démontrer que les preuves, trouvées en 1955, indiquent que la Chine, dès le Ve siècle, aurait probablement pu avoir un instrument tel que le luth.  
Il n'a trouvé aucune preuve de l'existence du barbad ou du barbud sassanide avant le IVe siècle av. J.-C.
Cependant, les premières traces de son existence ont été trouvées chez le peuple Kusana.  
Il a également étudié d'autres peuples, plus à l'ouest en Asie centrale. Mais il n'a trouvé que des traces de luths à long manche. 
La seule autre piste se trouve parmi les « figurines d'argile Élam » du VIIIe siècle av. J.-C. Néanmoins, ces éléments ont été écartés car « aucun détail structurel n’est visible ».
Il a précisé que ses conclusions étaient basées sur les preuves découvertes en 1955 en littérature et art.

### Preuves iconographiques
Le conservateur britannique Michael Nixon (en), en étudiant les images et la littérature à sa disposition, a rédigé un article résumant les premiers exemples de harpes et de luths asiatiques. 
Il a notamment mis en évidence une image du barbat de l'Iran sassanide, dont l'origine est estimée par le British Museum aux IIIe-VIIe siècles ou VIIe-VIIIe siècle, ressemblant à d'autres images d'origine sassanides et gandhariennes. Il a déclaré que l'instrument lui-même ressemblait à cette image et était tenu de la même manière.     

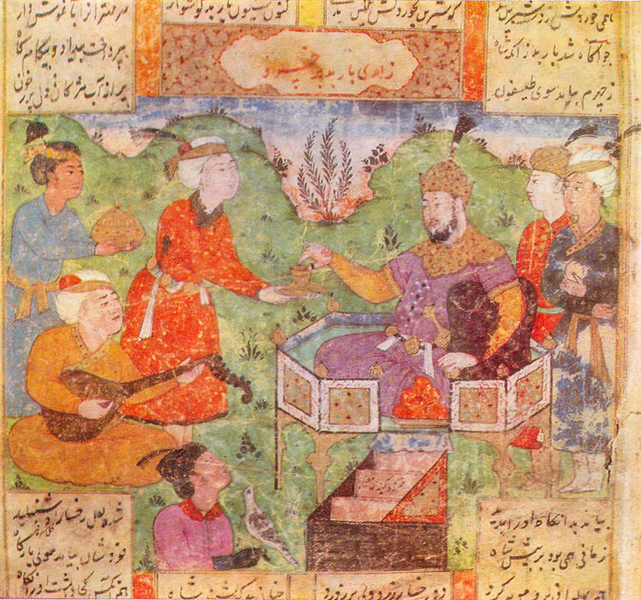
Barbad joue de la barbat pour Khosroparviz.

L'instrument devait également ressembler à une autre image d'un bas-relief de linteau de porte de la période Gupta dans la cité Padmavati Pawaya (en), en Inde. La période estimée de cette image s'étend entre l'an 240 à 605. Elle est intégrée dans l'ouvrage de Curt Sachs, The History of Musical Instruments, publiée en 1940. On y voit un homme jouant d'un luth. Il est représenté, tenant contre sa poitrine le bas du bol arrondi qu'il gratte, et le manche de l'instrument maintenu à un angle d'environ 45 degrés.    
Une autre image du Gandhara, estimée entre l'année 100 et 320, se trouve dans la collection du musée d'art de Cleveland.
Le musicologue Jean During, auteur, en 1988, d'un article sur Barbat, disponible sur Encyclopædia Iranica, présente deux images de luths courts comme étant les plus anciennes actuellement connues. La première représentation, trouvée à Khaltchayan (Ouzbékistan), date du Ier siècle. La seconde, découverte à Dalverzin-Tépé, date d'environ une centaine d'années avant J.-C.
Une autre source ancienne provient de la province orientale de Kachkadaria, en Asie Centrale. Des statuettes en coroplaste de luthistes féminines, de la période Kangyui, représentent une déesse jouant du luth. Le royaume de Kangyui se trouvait dans la région du Kazakhstan et de l'Ouzbékistan, du IIe siècle av. J.-C. au IVe siècle av. J.-C. Les luths représentés sont courts, avec peu de détails. À l'heure actuelle, il n'est pas encore établi avec certitude s'ils sont représentatifs de la région ou non.

## L'instrument

### Posture du joueur
Le barbat se tient comme un oud. Cependant, il est tenue verticalement au corps, et les cordes ne sont pas visibles par le joueur. Le poids est soutenu par la cuisse et le bras droit afin que la main gauche se déplace librement sur les cordes.
Il y a une manière idiosyncratique de tenir le mizrab (turc) ou le risha (arabe, littéralement « plume ») .
Même si jouer ainsi semble maladroit, c'est en réalité plus facile qu'un médiator plat conventionnel. Il donne ainsi à la note pincée une nuance tonale adaptée. Le joueur utilise les muscles nécessaires au jeu avec la force adaptée. Il se doit d'être détendu. Ainsi, il peut jouer plus longtemps, en étant plus concentré sur la partie improvisation que sur la partie technique.
Dans les premiers temps, de nombreux joueurs s'asseyaient en tailleur sur un tapis. Puis, ils ont été de plus en plus nombreux à jouer assis. Certain posent le pied droit sur un repose-pieds de guitariste classique, afin de supporter le poids du barbat.

### Doigté
Il existe actuellement deux méthodes de doigté avec la main gauche. 
L'approche classique arabe, basée sur la tradition et ancienne, analogue à celle des guitaristes, utilise les quatre doigts pour arrêter les cordes, un pour chaque demi-ton.
Une autre approche, inspirée des joueurs de baglama, saz ou de sitar, consiste à jouer principalement avec le 1er et 2ème doigt. Le 3ème vient pafois en renfort. Et, plus rarement encore, le 4ème doigt est utilisé.
Le violoniste Hakki Obadia a enseigné un système de doigté mixte qui utilise le premier doigt pour plusieurs notes et le deuxième doigt pour d'autres notes, mais pas sur toutes les cordes. Le troisième doigt est également utilisé, mais pas le quatrième.
Un autre aspect important de ces méthodes est de privilégier l'utilisation des ongles à celle de l'extrémité des doigts pour stopper les vibrations des cordes. Ainsi, les sons produits sont caractérisés par un ton plus clair et des ornements plus prononcés. Plusieurs autres instruments sans frettes, tels que le sarod, le shamisen ou le sanxian, utilisent la même technique.
Le muscien iranien, Mansour Nariman (en), n'utilisait que trois doigts de sa main gauche pour jouer du barbat et de l'oud. Un de ses élèves, Hossein Behroozinia (en), en désacord avec cette méthode, décida d’utiliser les quatre doigts de la main gauche. Il est depuis, imité par de plus en plus de joueurs professionnels.

### Doigté de la main droite
Le doigté de la main droite s'appuie sur une méthode spéciale pour tenir le médiator. Cette méthode est inspirée de la manière de tenir une plume d'écrivain. Elle est appelée risha en arabe et mizrab en turc. Le médiator, long et flexible, accompagne le poignet un lui offrant un angle particulier. Ainsi, le son joué est accompagné d'une certaine couleur tonale. Ce médiator était composé, traditionnellement, d'une plume d'aigle, assez difficile à manier.  
Puis, cette plume d'aigle a été substituée par du plastique, déjà régulièrement utilisé avec le risha, et qui est remplacée moins régulièrement. Celui-ci provient principalement de quincailleries, de bouteilles en plastique découpées, ainsi que d'un modèle turque. Celui-ci peut être léger, translucide, avec une pointe fine produisant un son ténue. A l'opposé, il est plus épais, opaque, avec une pointe ronde et dont le son sera plus fort. 
Pour obtenir des variations, il faut couper une nouvelle pointe sur les pointes plus fines, situées un peu plus en arrière, là où le plastique est un peu plus épais. Cette découpe peut ajouter un certain volume sonore lors de l'attaque. 

### Composition
Le corps du barbat se compose de trois parties principales :   
la caisse de résonnance : Elle ressemble à une poire. Elle a la plus grande résonance de tous ces types d'instruments. Trois orifices sonores, dont l'un est plus grand, sont percés.    
la touches : Elles sont dépourvues de frette et de manche. Quelques illustrations anciennes montrent des frettes disposées de manière à inclure des microtons.   
les chevilles : Il y a un grand angle entre la touche, le manche et le chevillier.   